# Otto Wagner
Otto Kolomann Wagner (13. července 1841 Penzing u Vídně – 11. dubna 1918 Vídeň) byl rakouský architekt, urbanista a jeden ze zakladatelů moderní evropské architektury.

## Život
Wagner se narodil jako syn dvorského maďarského notáře Simona Rudolfa Wagnera a jeho ženy Susanne rozené Huberové-Helfenstorfferové. Jeho otec zemřel, když bylo Ottovi pět let. V letech 1850–1852 navštěvoval Vídeňské akademické gymnázium, dalších pět let pak na gymnáziu v Kremsmünsteru. Od roku 1857 studoval architekturu na Polytechnickém institutu ve Vídni. V roce 1860 odešel do Berlína na Berlínskou stavební akademii, kde studoval u Carla Ferdinanda Busseho, žáka Karla Friedricha Schinkela. Rok nato se vrátil zpět do Vídně a dva semestry studoval na tamní Akademii výtvarných umění. Zde byl žákem Augusta Sicard von Sicardsburg a Eduarda van der Nülla, tvůrců vídeňské Ringstraße. Roku 1862 vstoupil do ateliéru Ludwiga von Förstera, dalšího z autorů Ringstraße.

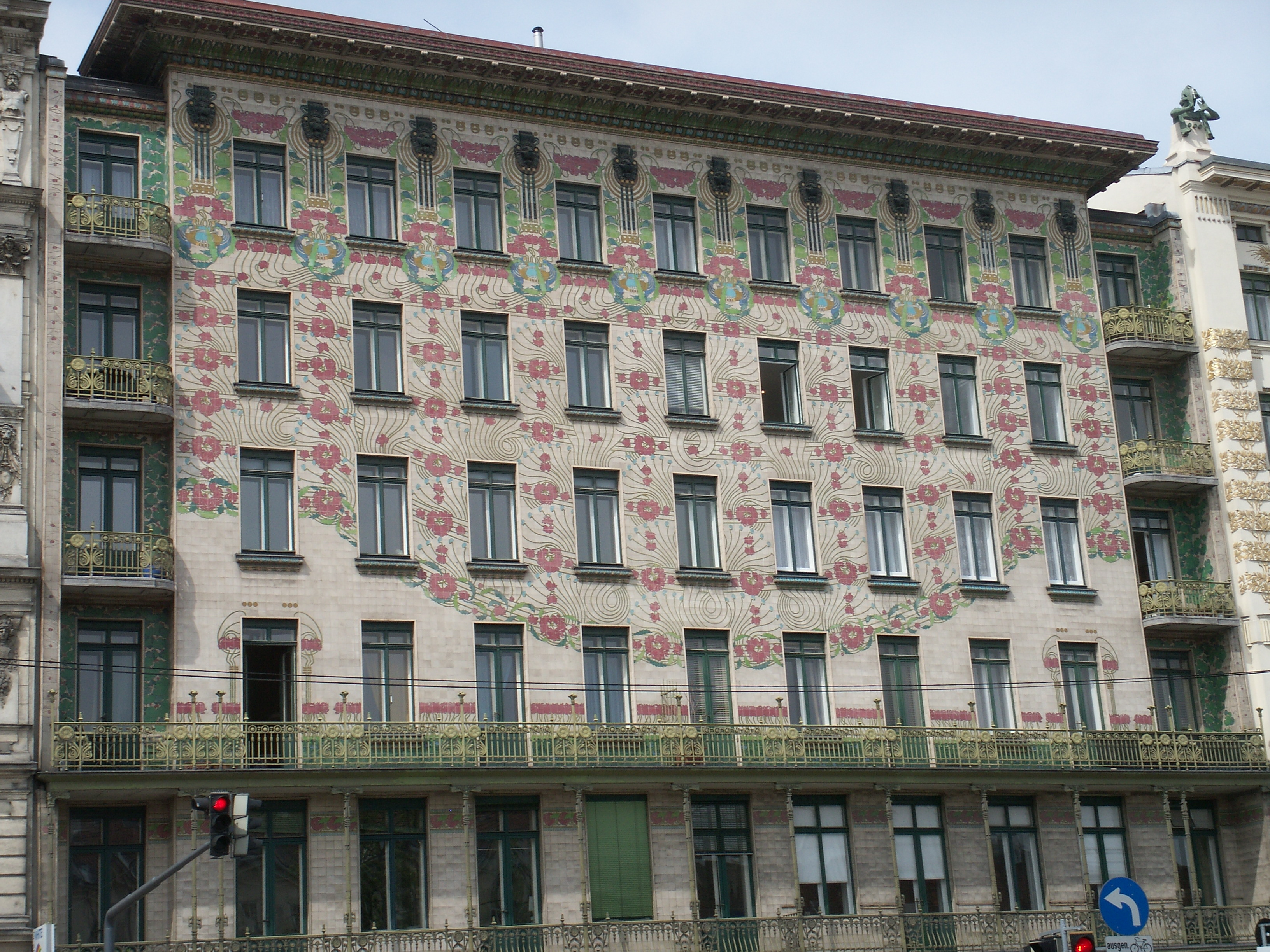
Majolikahaus

 Roku 1873 se Wagner stal spoluzakladatelem konsorcia pro realizaci světové výstavy, která se toho roku ve Vídni uskutečnila. Vrcholu odborné a profesní kariéry dosáhl roku 1894. Získal titul vrchní stavební rada, byl jmenovaný uměleckým radou komise pro vídeňská dopravní zařízení a členem komise pro regulaci Dunaje. V akademické oblasti dosáhl úspěchu tím, že ho ustanovili řádným profesorem na Akademii výtvarných umění, kde kdysi sám studoval. Vedl zde speciální třídu architektury. Akademii zastupoval v roce 1897 na mezinárodním kongresu architektury. V letech 1910–1911 zastával na Akademii funkci prorektora, ještě v období 1913–1915 jako honorární profesor vedl několik žáků, kteří se k němu zapsali v roce 1912, kdy odešel do důchodu.

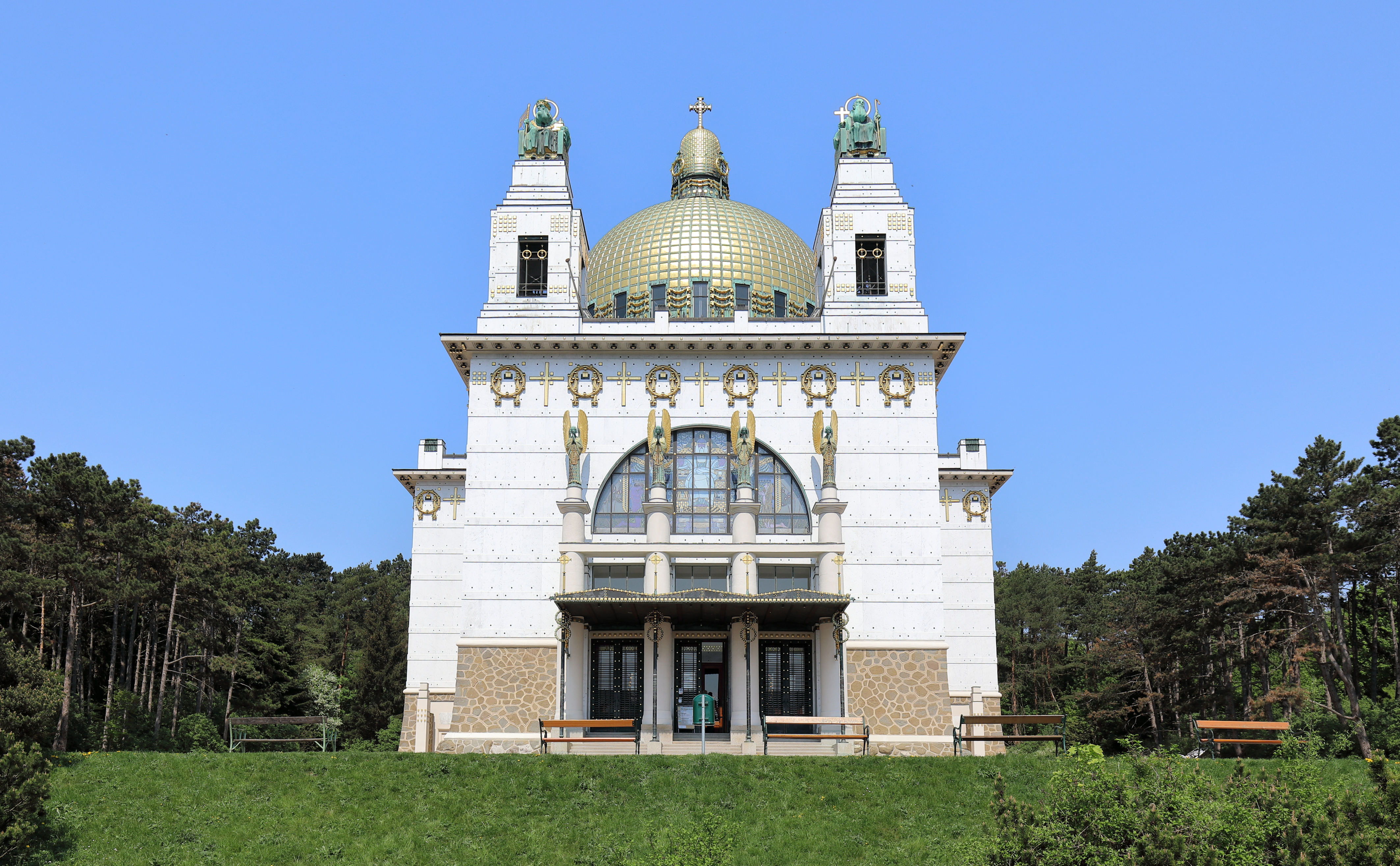
Kostel sv. Leopolda

Wagnerovo přední postavení mezi rakouskými architekty se odráželo mj. i ve jmenování do nejrůznějších funkcí a komisí. Od roku 1895 zasedal v Umělecké radě na Ministerstvu kultury a školství a ve stálé Umělecké komisi. Členem kuratoria Rakouského muzea umění a průmyslu byl od roku 1898. Byl také zván do porot různých architektonických soutěží. V roce 1899 byl členem jury soutěže na výstavbu Ústředního hřbitova ve Vídni, rok nato zasedal v jury pařížské světové výstavy. V roce 1908 předsedal mezinárodnímu kongresu architektů ve Vídni. Ještě v roce 1914 byl rozhodčím členem poroty soutěže o novou budovu parlamentu v Canbeře.
Wagnerův přínos rakouské architektuře byl oceněn řadou vyznamenání. Roku 1898 obdržel Řád železné koruny III. třídy, 1901 kříž důstojníka Řádu čestné legie, 1907 komturův kříž Řádu Františka Josefa. Roku 1910 mu vídeňská městská rada udělila Salvátorskou medaili, 1912 získal titul dvorního rady.

### Soukromý život
Wagner byl dvakrát ženatý. S Josefinou Domhartovou, se kterou uzavřel sňatek v roce 1867, měl dvě dcery: Susannu (* 1868) a Margaretu (* 1869). Vzal si ji ale jen na nátlak své matky, pod jejímž silným vlivem byl. Jakmile matka roku 1880 zemřela, s Josefinou se rozvedl a v roce 1884 se oženil s o 18 let mladší Louisou Stiffelovou, s níž měl děti Stefana (* 1884), Louisu (* 1885) a Christinu (* 1889). Další dva nemanželské syny, Ottu (* 1864) a Roberta (* 1865), měl se svou dlouholetou milenkou Sophií Paupie. Roku 1882 oba adoptoval. Když mu v roce 1915 zemřela manželka, začal si vést deník ve formě dopisů své zemřelé ženě.

## Dílo

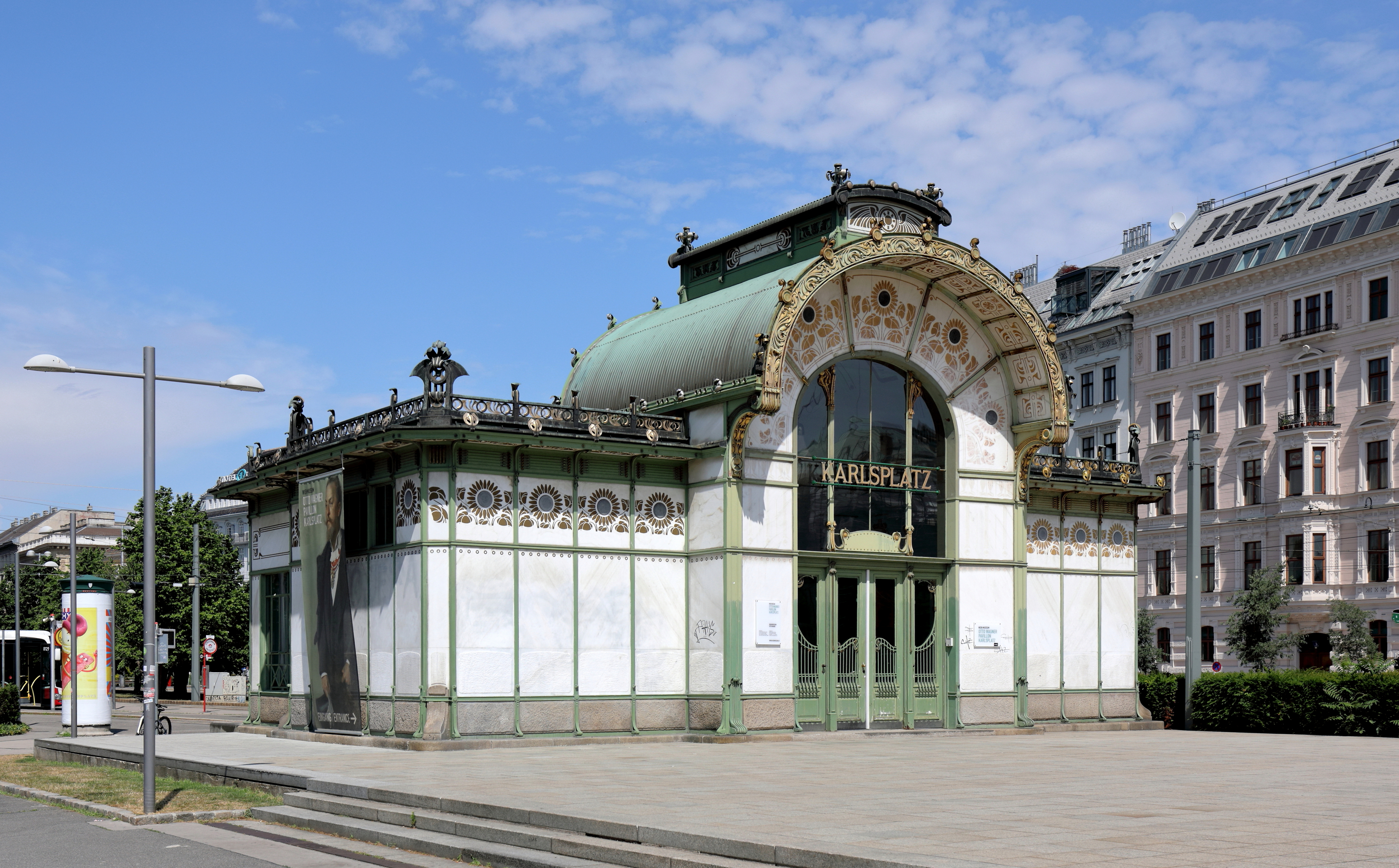
Stanice Karlsplatz

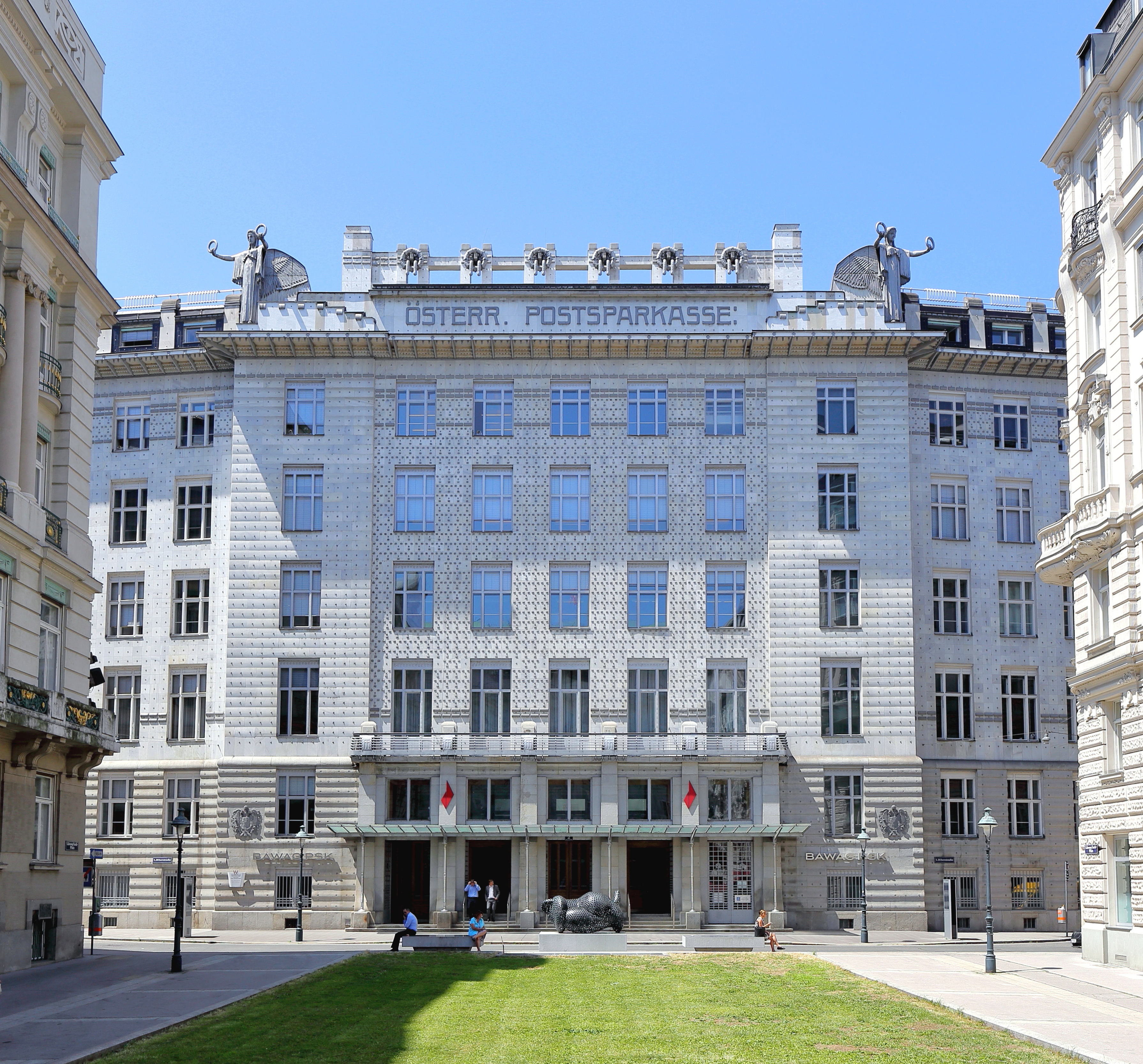
Budova Poštovní spořitelny

Všichni Wagnerovi pedagogové a spolupracovníci projektovali ve stylu historismu. Proto také ve Wagnerově rané tvorbě převládají prvky novorenesančního stavebního slohu. Koncem 90. let už ale začal zdobit své stavby secesní ornamentikou, jak je patrné např. na tzv. Majolikovém domě z roku 1898 (Linke Wienzeile 40, Vídeň XV). Dům má na fasádě charakteristický květinový dekor, secesním ornamentem jsou vybaveny i balkóny. Wagner se také v roce 1899, dva roky po jejím založení, stal členem Vídeňské secese, spolku rakouských výtvarných umělců. Vystoupil z ní v roce 1905 společně s Gustavem Klimtem a několika dalšími výtvarníky. K nejznámějším Wagnerovým secesním stavbám patří stanice vídeňské městské dráhy, např. stanice Karlsplatz. Klasickou ukázkou secesní církevní architektury je vídeňský kostel sv. Leopolda, a to jak v architektonickém pojetí, tak ve výzdobě interiéru včetně vitráží.
Později začal Wagner rozvíjet myšlenky J. G. Sempera o racionalismu v architektuře (co není účelné, nemůže být krásné). V roce 1896 vydal teoretické dílo Moderne Architektur (Moderní architektura, česky vyšlo v roce 1910), ve kterém nastoluje požadavek užitkového stylu založeného na účelnosti, vhodně zvoleném materiálu a konstrukci. Markantně je vidět proměna Wagnerova stylu při srovnání vil Wagner I a Wagner II. Shrnutím Wagnerovy celoživotní tvorby je budova vídeňské c. k. Poštovní spořitelny. Zejména přednáškový sál, materiálově pojatý jako kombinace skla a oceli, předznamenává modernistickou architekturu 20. století. Jeho pozdní dílo se značně blíží moderní puristické architektuře a funkcionalismu.
Wagner vychoval řadu žáků, kteří působili i v Čechách a na Moravě. Patří k nim Joseph Maria Olbrich, Friedrich Ohmann, Josef Hoffmann, Jože Plečnik, Hubert Gessner, Jan Kotěra či Prokop Šupich.

### Vybrané stavby
- Nová vídeňská scéna, Wasagasse 33, Vídeň, 1865
- Synagoga ortodoxní židovské komunity, Budapešť, 1868
- Obytný dům, Stadiongasse, Vídeň I, 1882
- Rakouská zemská banka, Hohenstaufengasse, Vídeň I, 1882–1884
- Vila Wagner I, Hüttelbergstraße, Vídeň XIV, 1886
- Obytný dům, Universitätstraße, Vídeň IX, 1887
- Obytný a firemní dům „Zum Anker“ (U Kotvy), Spiegelgasse, Vídeň I, 1894
- Vídeňská městská dráha, 1894–1900
- Stavby na Dunajském kanálu (Nußdorfský jez; nábřežní stavby při kanálu, Vídeň II, III, IX; zdymadlo Kaiserbad, Vídeň II), 1894–1906
- Obytné domy Linke Wienzeile, Linke Wienzeile a Köstlergasse, Vídeň VI, 1898. Zde bývá v literatuře citovaný zejména tzv. Majolikahaus.
- Nádraží Vídeň-Hütteldorf, 1898
- Kostel sv. Leopolda ve Steinhofu, Baumgartner Höhe, Vídeň XIV, 1902–1904
- Poštovní spořitelna, Georg-Coch-Platz, Vídeň I, 1904–1912
- Sanatorium Lupus, dnes součást Wilhelminské nemocnice města Vídeň, Montleartstraße, Vídeň 16, 1908
- Obytné domy, Neustiftgasse a Döblergasse, Vídeň VII, 1909–1911
- Vila Wagner II, Hülttelbergstraße, Vídeň XIV, 1912

## Galerie

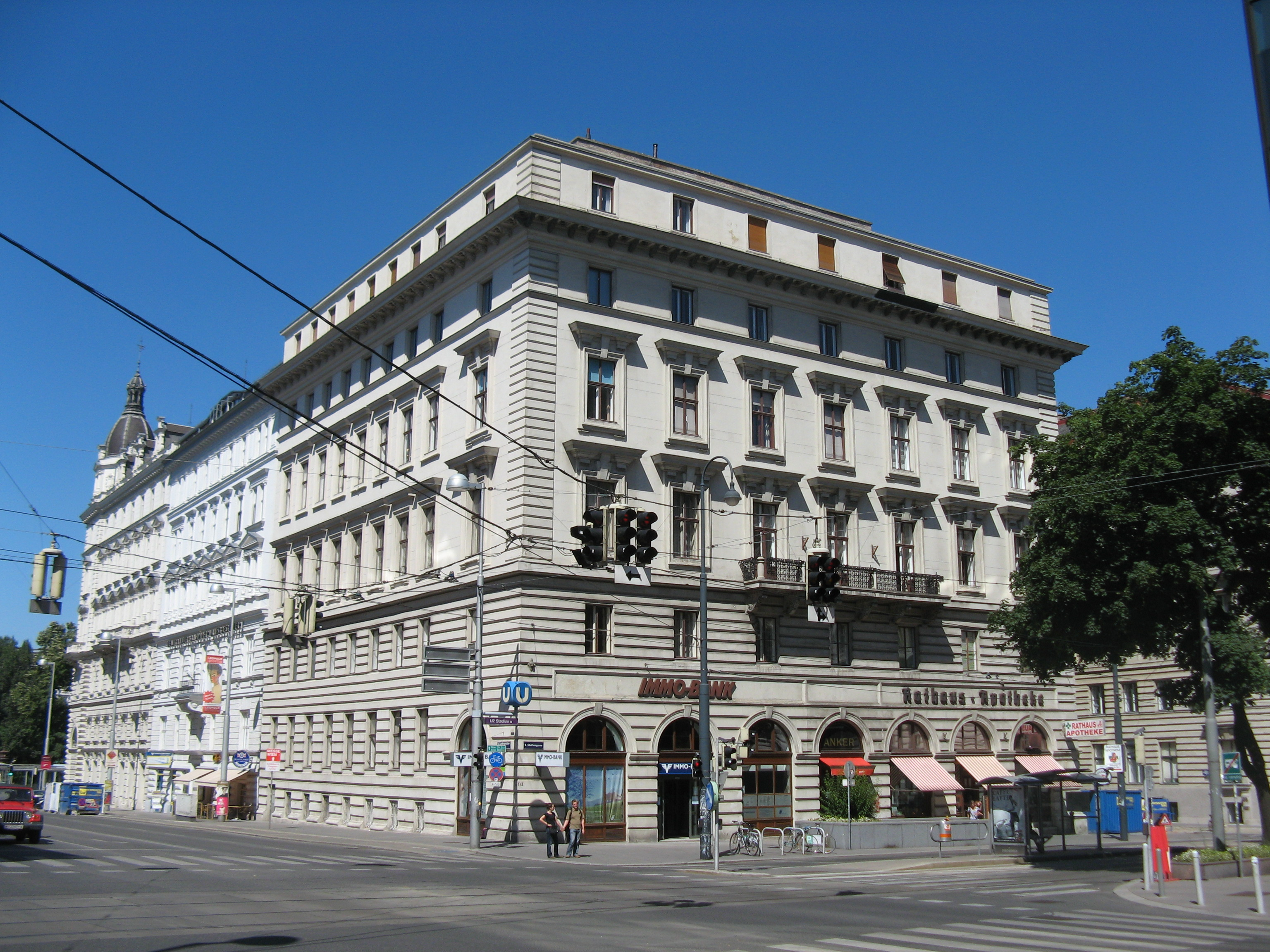
Obytný dům ve Stadiongasse
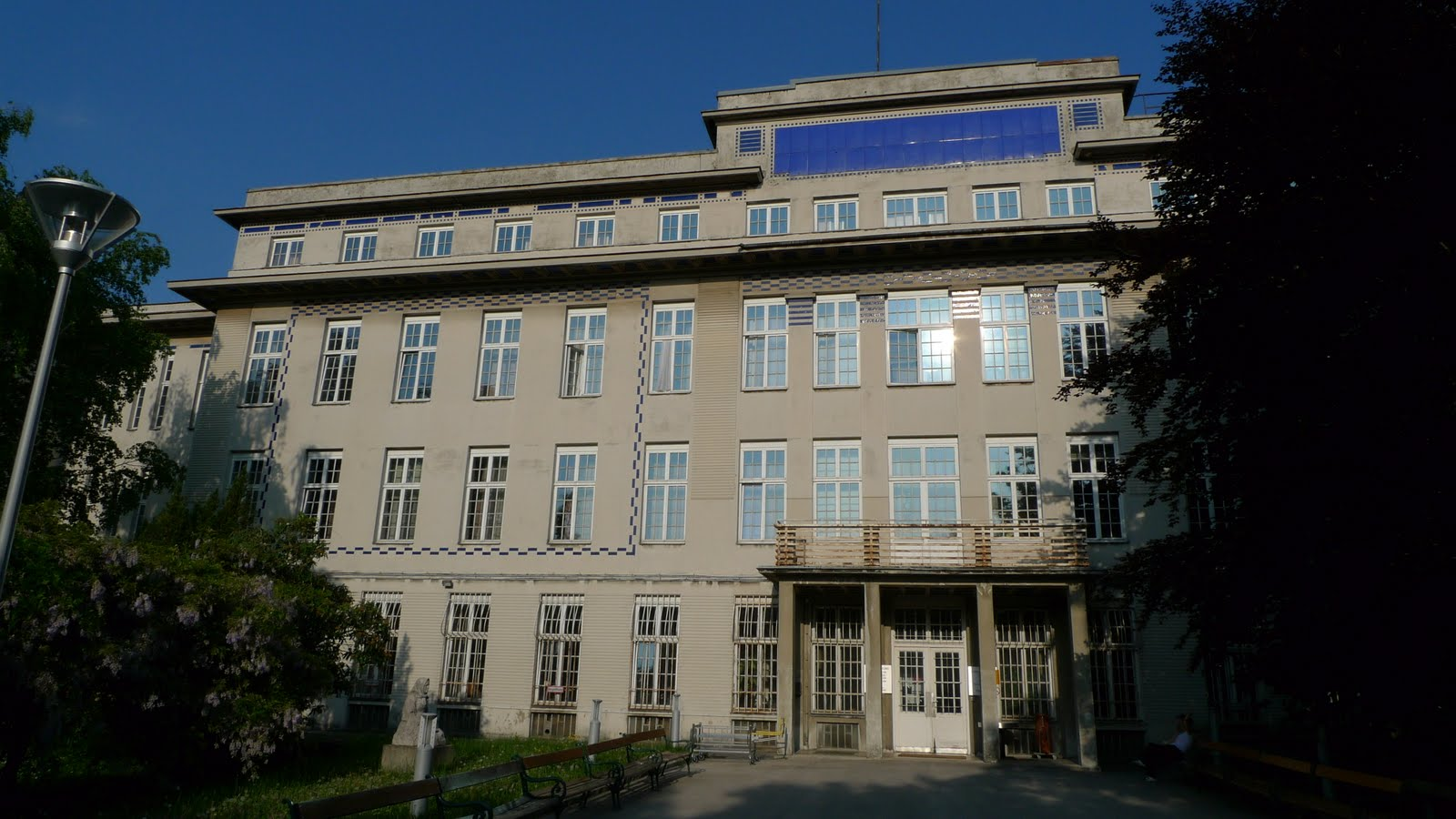
Sanatorium Lupus
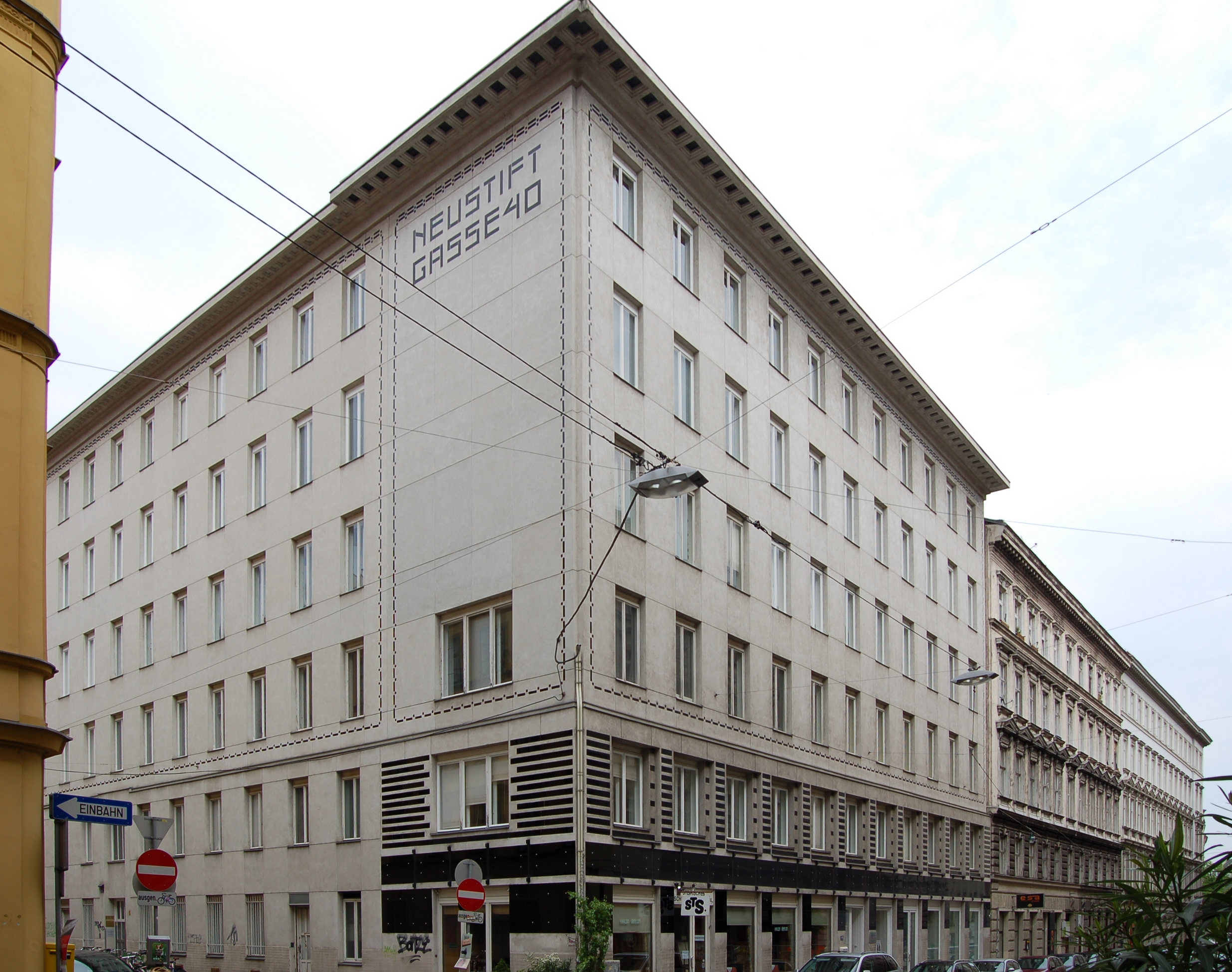
Obytný dům Neustiftgasse 40
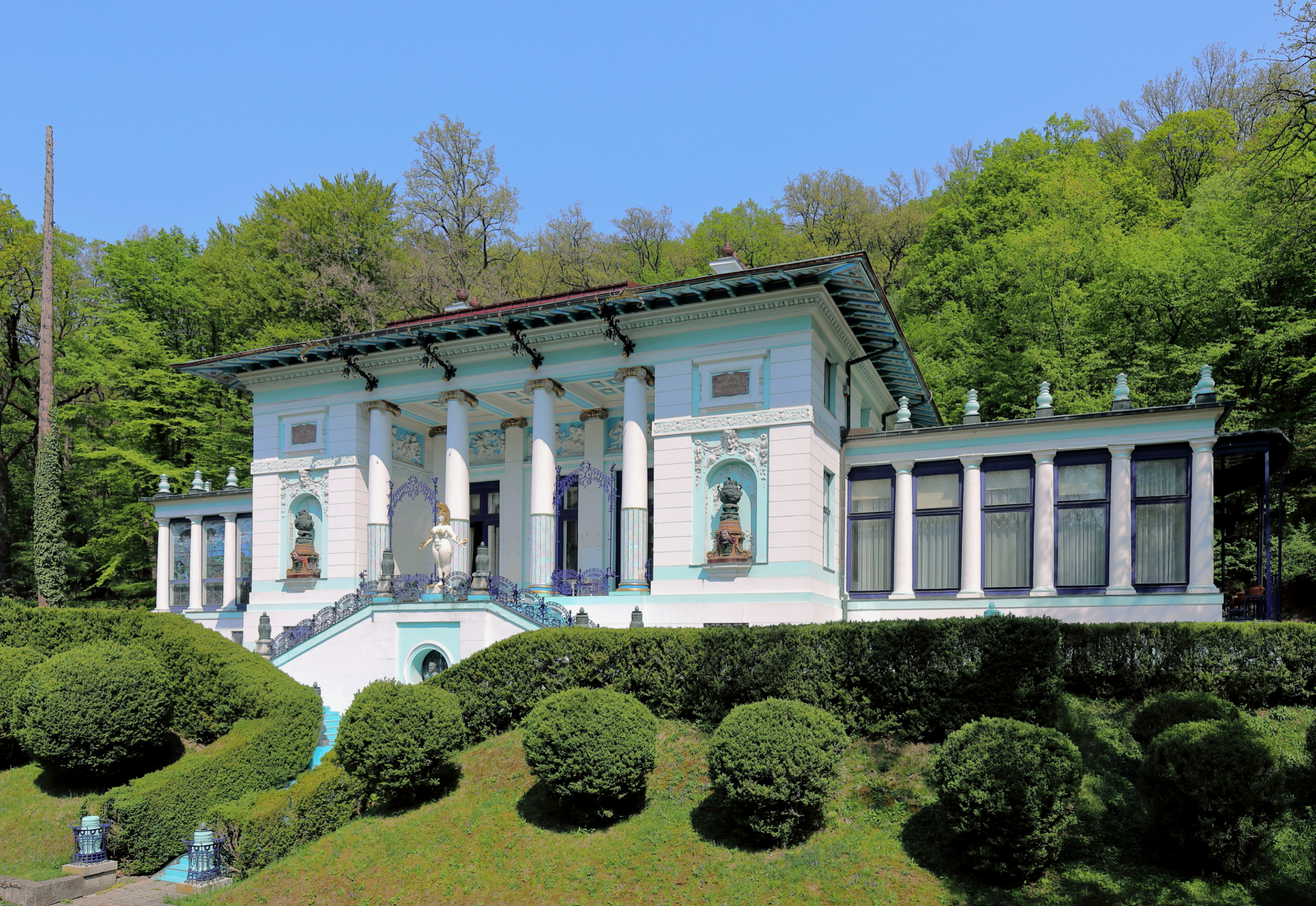
Vila Wagner I
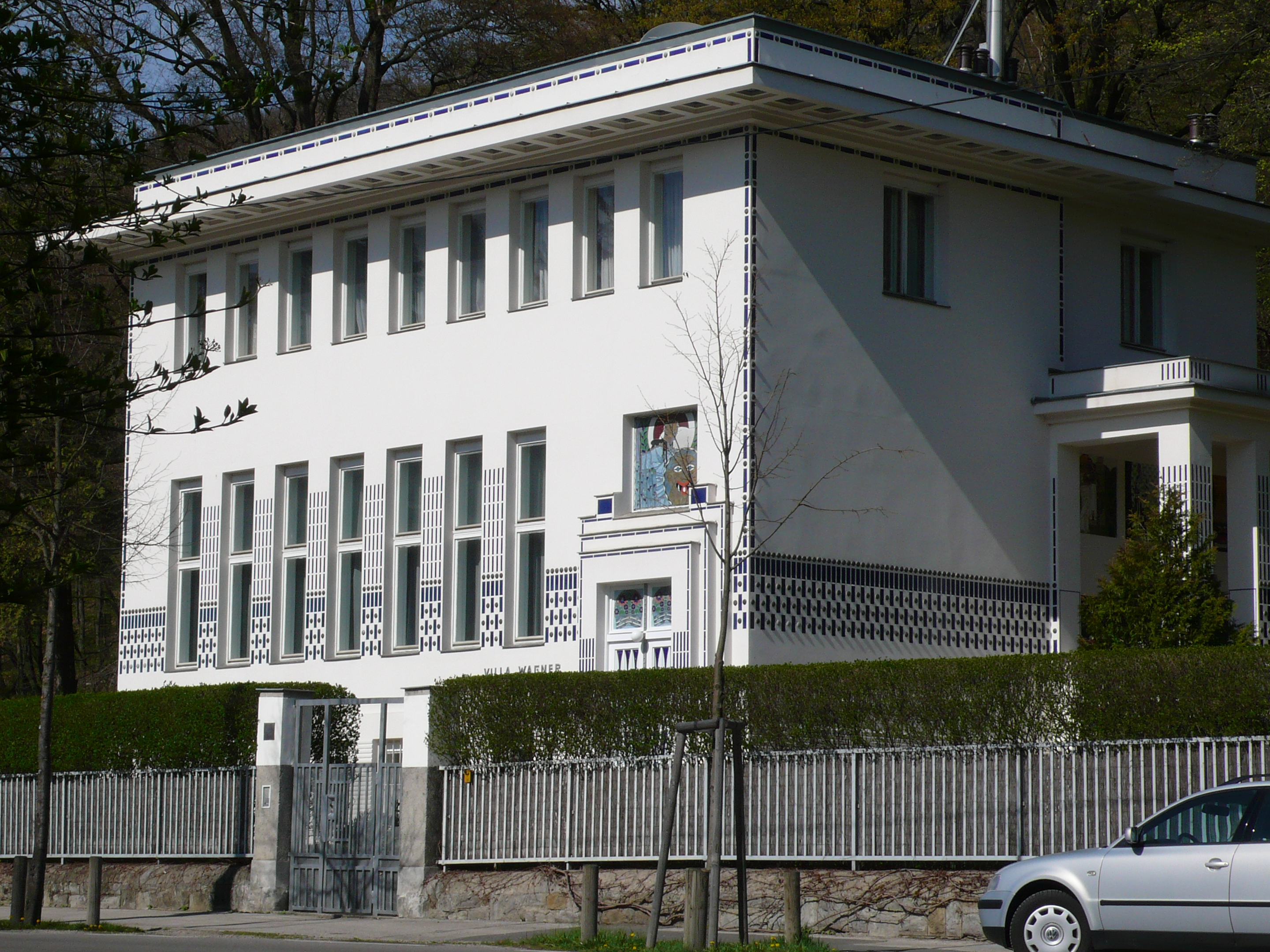
Vila Wagner II
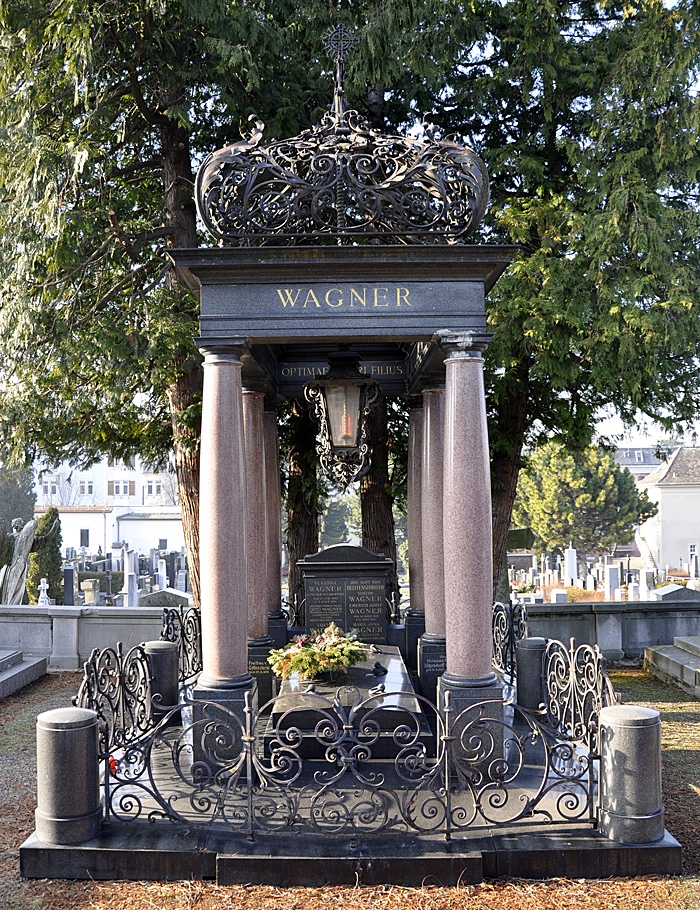
Wagnerův hrob na Hietzinském hřbitově